# Tango (Laurindo Almeida e Charlie Byrd)
| Recensione | Giudizio |
| ---------- | -------- |
| AllMusic   | [ 1 ]    |

Tango è un album discografico a nome dei chitarristi jazz Laurindo Almeida e Charlie Byrd, pubblicato dall'etichetta discografica Concord Jazz Picante nel 1985.

## Tracce

### LP
Lato A
1. Orchids in the Moonlight – 3:07 (Vincent Youmans)
2. Blue Tango – 4:23 (Leroy Anderson)
3. Jalousie – 3:20 (Jacob Gade, Vera Bloom)
4. Los enamorados – 2:58 (Reynaldo Hahn)
5. La Rosita – 2:27 (Gustave Haenschen, Lester O'Keefe)
6. Tango alegre – 3:01 (Laurindo Almeida)

Lato B
1. La cumparsita – 3:00 (Gerardo Matos Rodríguez, Pascual Contursi)
2. Adiós muchachos – 4:00 (Julio César Sanders, César Vedani)
3. The Moon Was Yellow – 3:43 (Edgar Leslie, Fred E. Ahlert)
4. Hernando's Hideaway – 3:43 (Richard Adler, Jerry Ross)
5. Tanguero – 3:53 (Randy Masters)

## Musicisti
- Laurindo Almeida - chitarra
- Charlie Byrd - chitarra
- Joe Byrd - contrabbasso
- Chuck Redd - batteria

Note aggiuntive
- Carl E. Jefferson - produttore
- Chris Long - assistente alla produzione
- Registrazioni effettuate presso Chaton Recording di Scottsdale, Arizona, nell'agosto del 1985
- Ron Davis - ingegnere delle registrazioni
- Ben Taylor - assistente ingegnere
- Remixaggio effettuato al PER di Hayward, California
- Phil Edwards - ingegnere del remixaggio
- Mastering effettuato da George Horn
- Derryl Day - fotografie (interno copertina album originale)
- Tom Burgess - illustrazione copertina frontale album originale, art direction
- Jim Crockett - note interne copertina album originale[2]